# Marcin Godawa
Marcin Godawa (ur. 24 września 1973 w Myślenicach) – polski duchowny, dr hab. nauk teologicznych, adiunkt Instytutu Teologii Moralnej i Duchowości Wydziału Teologicznego Uniwersytetu Papieskiego Jana Pawła II w Krakowie.

## Życiorys
W 1999 ukończył studia teologiczne w Papieskiej Akademii Teologicznej w Krakowie, 16 grudnia 2005 obronił pracę doktorską Zagadnienie zjednoczenia człowieka z Bogiem w Bogomyślności, czyli medytacji na podstawie "Fascykułu nabożeństwa różnego" Adama Opatowiusza, 17 grudnia 2013 habilitował się na podstawie pracy zatytułowanej Obraz tajemnicy Wcielenia i Narodzenia Pańskiego w retorycznych medytacjach wybranych autorów środowiska krakowskiego w pierwszej połowie XVII wieku.
Awansował na stanowisko adiunkta w Instytucie Teologii Moralnej i Duchowości na Wydziale Teologicznym Uniwersytetu Papieskiego Jana Pawła II w Krakowie.
Był dyrektorem Instytutu Teologii Duchowości Wydziału Teologicznego Uniwersytetu Papieskiego Jana Pawła II w Krakowie.